# Sainte-Adèle
Sainte-Adèle – miasto w Kanadzie, w prowincji Quebec, w regionie Laurentides i MRC Les Pays-d'en-Haut. Miasto zostało założone w 1855 roku przez Augustina-Norberta Morina. Sainte-Adèle zostało nazwane na cześć Adeli z Pfalzel.
Liczba mieszkańców Sainte-Adèle wynosi 10 634. Język francuski jest językiem ojczystym dla 89,6%, angielski dla 5,4% mieszkańców (2006).